# Pudjangga Baru

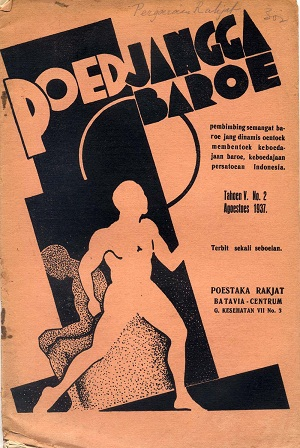
voorpagina uit 1937

Pudjangga Baru (Indonesisch: "de nieuwe schrijver") is een Indonesisch literair maandblad, opgericht in 1933. Die sterk werd geïnspireerd door het Nederlandse tijdschrift: De Nieuwe Gids. Het was het eerste belangrijke Indonesische literaire tijdschrift en domineerde de periode tot ongeveer 1942. De nieuwe literaire generatie die zich hier omheen groepeerde waren jonge schrijvers zoals: Soetan Takdir Alisjahbana, Asrul Sani, Amir Hamzah en de gebroeders Armijn en Sanoesi Pane. 